# سرخة (مرند)
سرخة هي قرية في مقاطعة مرند، إيران. عدد سكان هذه القرية هو 376 في سنة 2006.